# Петрук Нікіта Сергійович
Нікіта Сергійович Петрук (8 червня 2003) — український професійний футболіст, центральний півзахисник клубу «Полісся» Житомир.